# Marv Kellum
Marv Kellum (Topeka, 23 de junho de 1952 – Pittsburgh,
4 de fevereiro de 2023) foi um jogador profissional de futebol americano estadunidense

## Carreira
Marv Kellum foi campeão da temporada de 1975 da National Football League jogando pelo Pittsburgh Steelers.

## Morte
Kellum morreu no dia 4 de fevereiro de 1952, aos 70 anos.